# 야마모토 히로미
야마모토 히로미(일본어: 山本 宏美, やまもと ひろみ, 1970년 4월 21일~)는 일본의 스피드스케이팅 선수이다. 중·장거리 전문 선수로, 1994년 동계 올림픽 여자 최장거리인 5000m 종목에서 독일의 클라우디아 페히슈타인과 군다 니만에 이어 동메달을 획득하였다.
1996년 일본 국가대표 아이스하키 선수 출신 지도자인 야마나카 다케시와 결혼했다.